# Liste des ponts de Vérone
Liste des ponts de Vérone sur l'Adige, ordonnés d'amont en aval.

## Pont-digue de Chievo

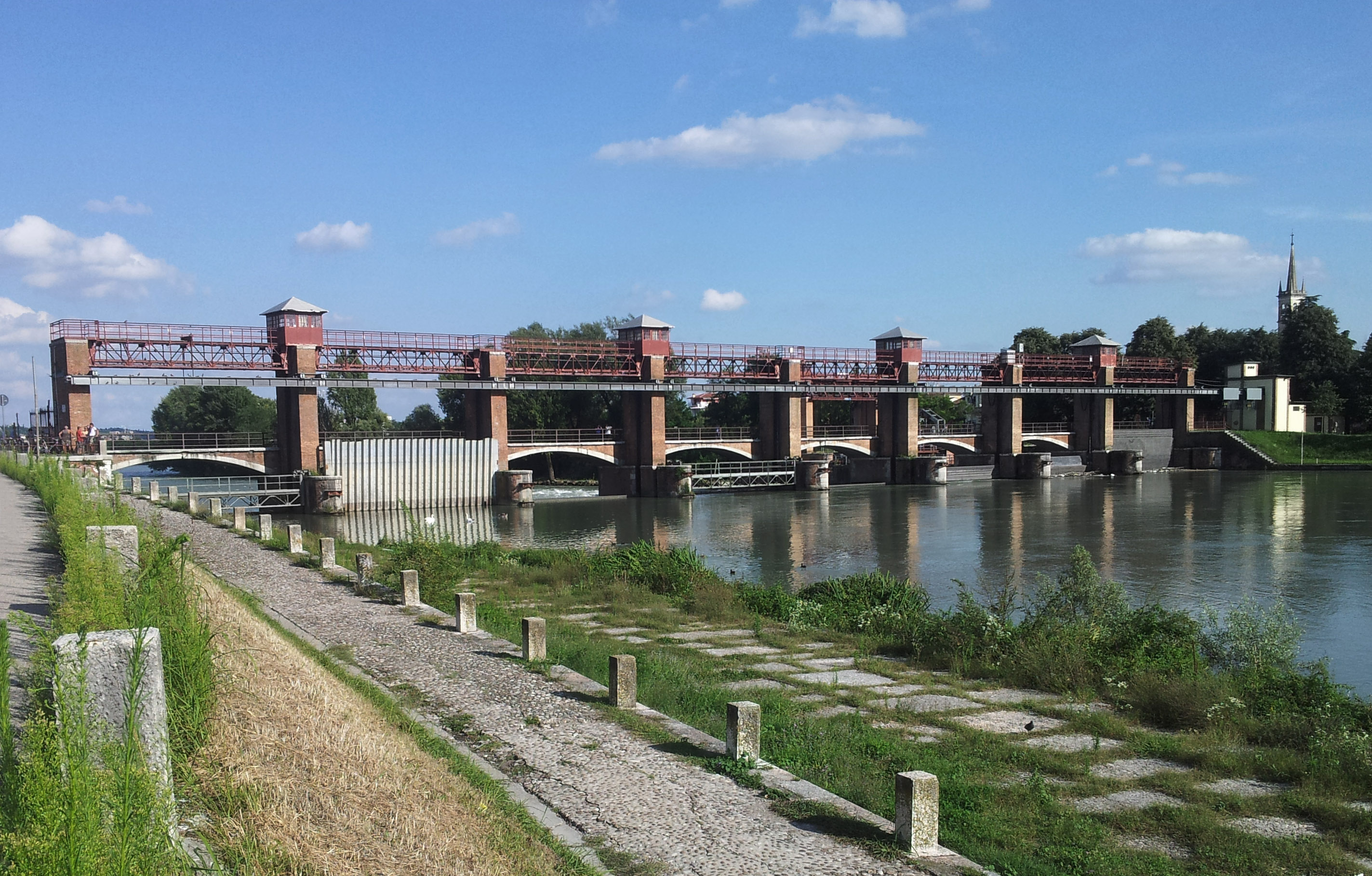
Le pont-digue de Chievo, vu de l'amont et de la rive gauche de l'Adige.

Connu par les Véronais sous le nom de Diga del Ceo (ou ponte della Diga), l'ouvrage est, en allant de l'amont vers l'aval, le premier des quatorze ponts qui enjambent l'Adige à Vérone. Ce pont à voûtes, qui permet le passage des piétons, est constitué de huit arches d'une ouverture de 12,50 m, soutenues par sept piles de 2 m, et barrées par des vannes servant à la régulation du niveau de l'Adige. Longue de 114 m la passerelle est bâtie en béton armé, revêtu presque entièrement de briques rouges, sauf la base des piles et le profil inférieur des arches qui sont en pierre blanche. Son tablier est ponctué de huit tourelles dont quatre portent des casemates en tôle. L'ouvrage est complétée par une petite écluse destinée, à l'origine, au passage des embarcations fabriquées à Pescantina et vendues aux pêcheurs de la lagune de Venise. Les travaux de construction du pont-digue de Chievo ont débuté en janvier 1920, sur un projet de l'ingénieur Gaetano Rubinelli. Il a été inauguré le 29 mars 1923 et réhabilité en décembre 1993. Sa construction avait initialement pour objectif d'élever le niveau des eaux afin d'augmenter la force hydraulique de la dérivation connue sous le nom de canal Camuzzoni, qui alimentait en énergie électrique les industries installées au sud de la ville (moulins Consolaro, papeteries Fedrigoni, Cotonificio veneziano, qui financèrent, avec la municipalité, la construction du pont-digue).
L'ouvrage fait également fonction de digue contre les crues de l'Adige. Lors de la catastrophe de novembre 1966, Vérone ne doit son salut qu'à la Diga del Ceo, alors que la crue descendant du Trentin charrie avec elle boue, troncs, toits, charognes et voitures fracassées, et que le débit de l'Adige passe à 2,5 millions de litres à la seconde, l'eau effleurant alors pendant plusieurs jours les voûtes des ponts les plus hauts.

## Pont du Saval
Assurant le passage de la route nationale 12, le ponte Unità d'Italia est connu par les Véronais sous le nom du quartier où il se trouve : le Saval.
C'est un ouvrage de 128 m de long en béton armé précontraint, avec finition béton en face visible. Il s'agit d'un pont à poutre de type Gerber, composé de trois arches, deux latérales d'une ouverture de 39 m, une centrale de  50 m. Le tablier est supporté par six nervures longitudinales, d'épaisseur variant de 18 à 55 cm et espacées de 2,80 m avec, en partie basse, des renforts de 55 cm de large, le tout encadré par deux voiles de béton latéraux de 15 cm d'épaisseur. L'ouvrage, dessiné par l'ingénieur Bruno Gentilini et l'architecte Antonio Pasqualini, a été inauguré en 1971, pour assurer la distribution, en les écartant du centre urbain, des flux arrivant de Milan, Modène et Rovigo et se dirigeant vers le col du Brenner.

## Ponte della Catena
Historiquement, le ponte Catena (ou ponte Catena, « pont de la Chaîne ») était, à Vérone, le pont le plus en amont sur l'Adige. Son nom vient de la chaîne qui était autrefois tirée en travers du fleuve pour empêcher les contrebandiers de descendre l'Adige de nuit sans payer le péage installé sur le pont. 
Le pont actuel, inauguré en 1929, est un pont à poutre de 112,50 m de long, en béton armé et ciment granit, composé de trois arches, une centrale dont l'ouverture est de 41,50 m, et deux latérales de 35,50 m. Il a été bâti en 1929 pour assurer la connexion avec l'Ospedale maggiore et avec le nord de l'Italie.
Il relie la rive gauche de l'Adige aux quartiers du Saval et de Borgo Milano.

## Ponte del Risorgimento
Le ponte del Risorgimento (ou ponte Risorgimento) est un ouvrage de 131 m de long, incliné de 10°20' par rapport aux berges. Il s'agit d'un pont à poutre, en béton armé visible, composé de trois arches, une centrale d'une ouverture de 62 m, et deux latérales de 34,50 m. La structure est formée d'un caisson pluricellulaire (cinq cellules centrales quadrangulaires et deux cellules latérales triangulaires). Le pont a été réalisé entre 1966 et 1968, sur un projet de l'ingénieur Pierluigi Nervi, dans le cadre d'un projet ambitieux — mais sans lendemain — de connexion entre le centre historique et le quartier de San Zeno, avec pour prolongement, via un axe routier à trafic dense, la nationale Vérone-Peschiera-Brescia.

## Pont Scaliger

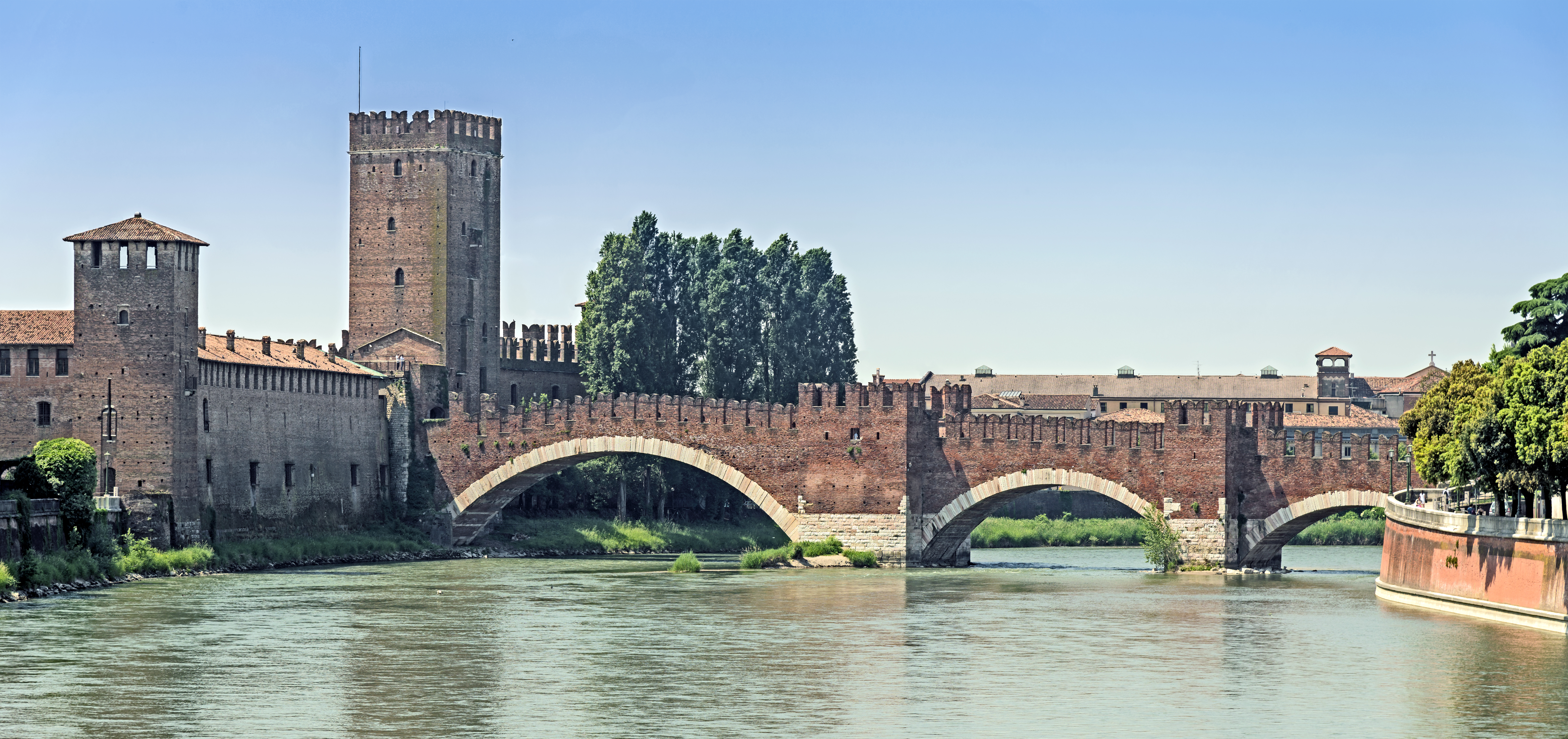
Le Pont Scaliger et le Castelvecchio.

Le pont Scaliger (Ponte Scaligero ou Ponte di Castelvecchio), est un pont médiéval fortifié qui fait partie du Castelvecchio. D'une longueur de 119,44 m ce pont à voûtes est composé de trois arches d'ouverture décroissante de la rive droite vers la rive gauche (48,70 m, 28,54 m et 24 m), soutenues par deux piles pentagonales en forme de rostres mesurant respectivement 12 m et 6,20 m. La grande arche de 48,70 m détint en son temps le record d'ouverture pour un pont en arc.
Le pont fut construit en trois ans, de 1354 à 1356, sur ordre de Cangrande II della Scala, qui entendait ainsi s'assurer un moyen de quitter la ville par le nord. Après avoir franchi sans encombre cinq siècles d'histoire, il fut totalement détruit le 25 avril 1945 par les troupes allemandes en retraite. Il fut reconstruit à l'identique après la guerre, à l'exclusion de la tour gauche, d'époque postérieure aux Scaliger. Les travaux furent achevés en 1951.

## Ponte della Vittoria

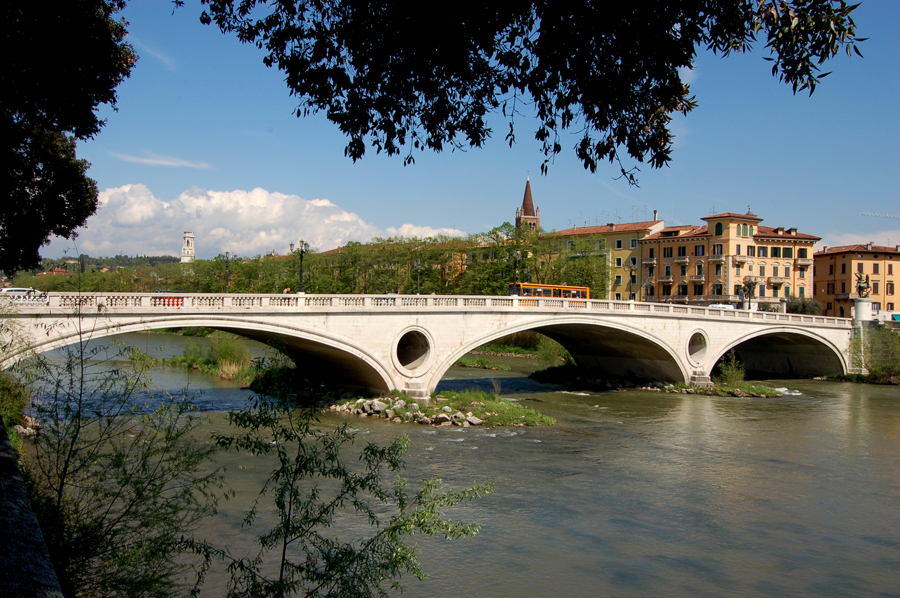
Le ponte della Vittoria, vu de la rive droite et de l'aval.

Le ponte della Vittoria est un pont à poutre en béton armé de 108,60 m de long, recouvert d'un parement fait de calcaire rosé et gris de Vérone et de trachyte grise des monts Euganéens. Il est composé de trois arches d'ouvertures décroissante de gauche à droite : 34,75 m, 38,85 m et 35 m. Décidé par l'administration communale le 14 juin 1923, conçu par l'architecte véronais Ettore Fagiuoli et l'ingénieur Ferruccio Cipriani, il a été bâti pour relier le centre historique de Vérone avec la zone de la Campagnola et pour commémorer les victimes de la Première Guerre mondiale et la victoire de Vittorio Veneto.
À chaque extrémité du pont, deux socles monumentaux portent chacun un groupe de statues équestres symbolisant la victoire. Les bases des piédestaux portent des plaques de marbre gravées où figurent des extraits des bulletins de l'armée, dont celui de la victoire. Partiellement détruit lors de la retraite de l'armée allemande en 1945, il fut reconstruit à peu près à l'identique et à nouveau inauguré le 4 novembre 1953.

## Pont Garibaldi

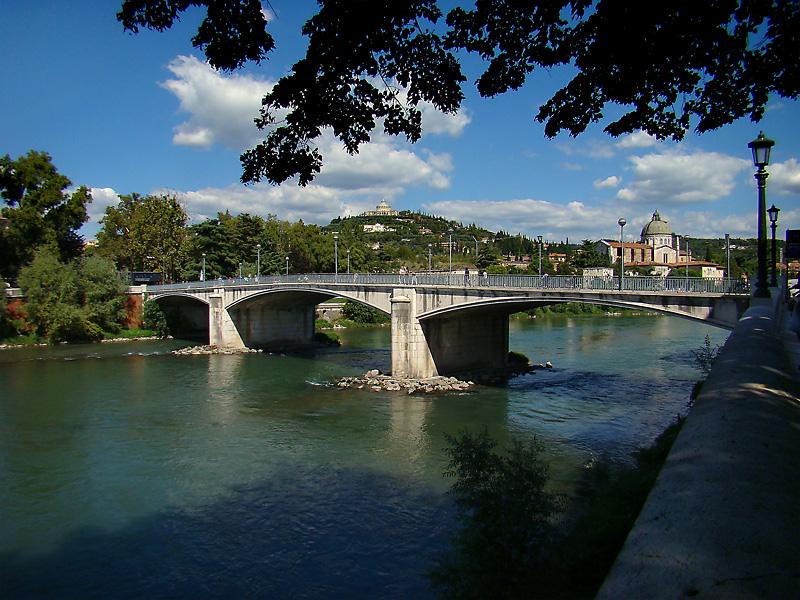
Le pont Garibaldi. Photographie prise de la rive droite, en amont du pont.

Le pont Garibaldi est un pont à poutre de 89 m de long en béton armé. Il est recouvert d'un parement fait de calcaire rosé et gris de Vérone et de trachyte grise des monts Euganéens. L'ouvrage est composé de trois arches, une centrale d'une ouverture de 34 m, et deux latérales de 27,50 m. Un premier pont a été réalisé en 1864 par une entreprise vénitienne, pour relier au centre historique la zone de la Campagnola auparavant assujettie aux bacs et aux passeurs. 
Le premier pont ayant été détruit, un second ouvrage, édifié par une entreprise anglaise, le remplace. On y prélève alors, jusqu'en 1913, un péage de 2 centimes de lire par piéton. Le pont est démoli en 1934 pour faire place, l'année suivante, à un ouvrage en béton armé, posé sur des piles de pierre et agrémenté de quatre sculptures de Ruperto Banterle, représentant le Condottiere, le Passeur, la Mère et l'Agriculture. 
Le pont Garibaldi, comme les autres ponts de Vérone, est détruit dans la nuit du 25 avril 1945, par l'armée allemande en retraite. Il est remis en état en 1947.

## Ponte Pietra

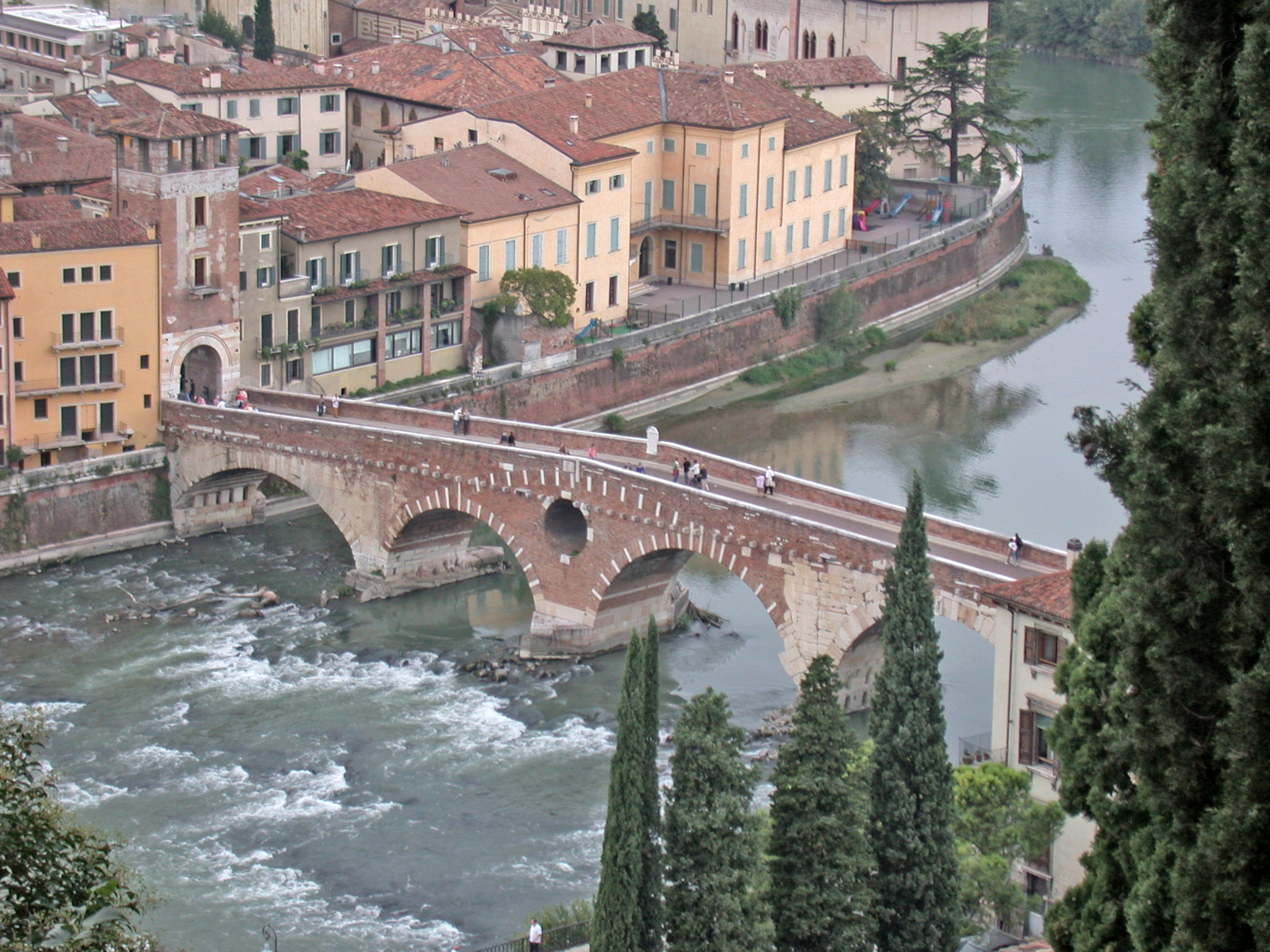
Le ponte Pietra.

Le pont de pierre ou ponte Pietra, autrefois appelé pons marmoreus  (« pont de marbre »), est le seul pont d'époque romaine conservé à Vérone. Le gué sur l'Adige intégré à la Via Postumia, probablement à l'origine de la fondation et du développement de la ville, fut remplacé par un pont de bois, sans doute à l'époque augustéenne, pour enfin laisser place au pont de pierre à cinq arches parvenu jusqu'à nous, après bien des remaniements.
Au IIe siècle il est paré d'un revêtement de marbre. L'arche du côté de la cité (rive droite) a été reconstruite en 1298, par Alberto I della Scala, en même temps que la tour attenante qui commandait l'entrée de la ville. En 1520, il est modifié sous la direction de Giovanni Giocondo. La reconstitution moderne d'après 1945 est fidèle à la structure d'origine. Les deux premières arcades touchant à la rive gauche sont romaines, en blocs de calcaire blanc d'origine locale. La pile qui les sépare est percée d'un fenêtre (c'était auparavant le cas de chaque pile) destinée à briser la force du courant en cas de crue. Les deux arcades centrales remontent probablement à 1520. L'arcade qui touche à la rive droite est surmontée d'une tour en brique datant de 1298. Quatre des arches, détruites en 1945 lors de la retraite des troupes allemandes, furent reconstruites avec les pierres récupérées dans le lit du fleuve. Les travaux, commencés en 1957, se sont achevés en 1959.
L'emploi de matériaux variés aux diverses couleurs, donnent au pont un charme pittoresque.
L'ouvrage est un pont à voûtes, long de 78 m et large de 14 m. Il est constitué de cinq arches, deux latérales d'une ouverture de 15 m et trois centrales de 16 m.

## Ponte Nuovo del Popolo

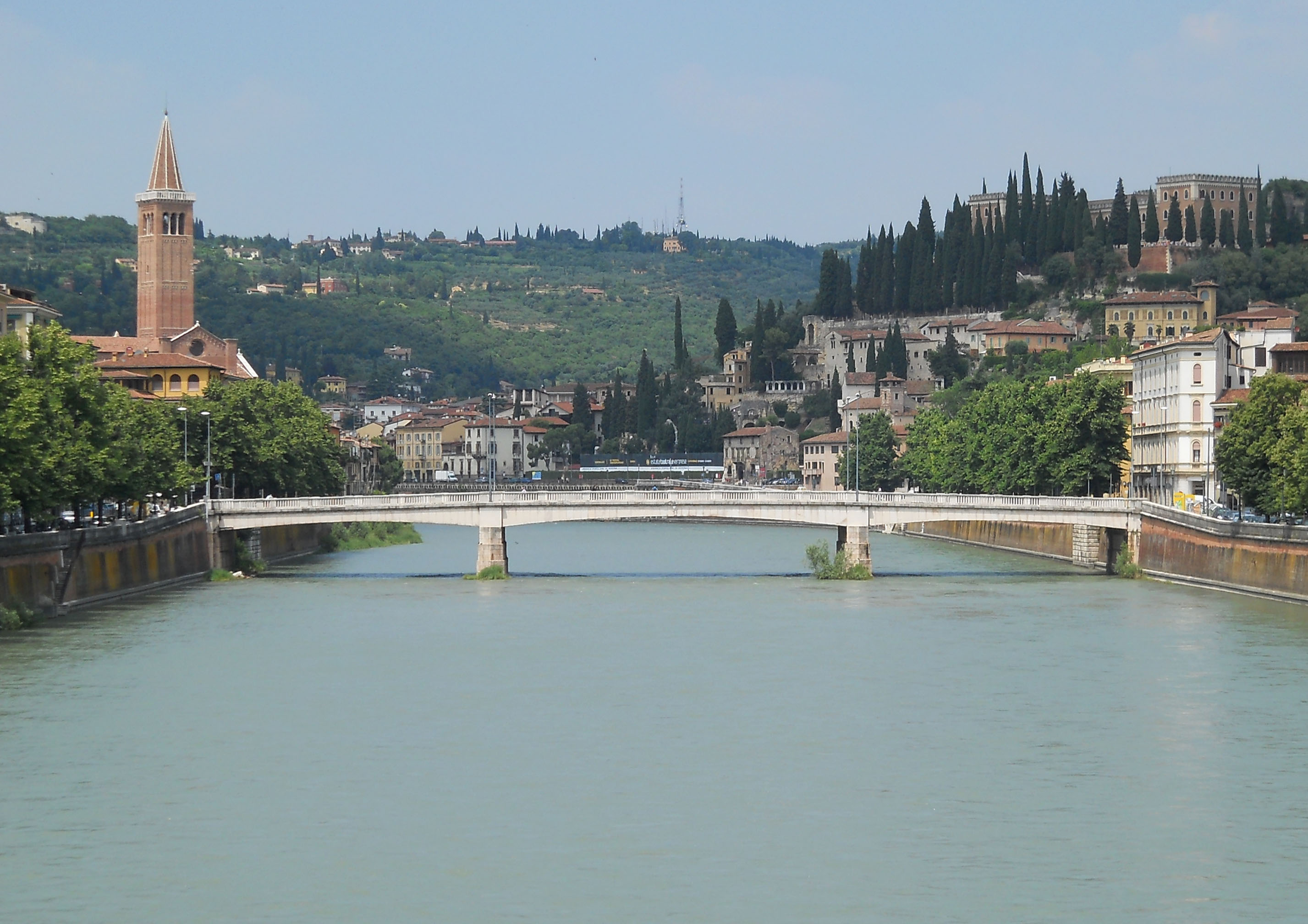
Le ponte Nuovo del Popolo. Photographie prise de l'aval, depuis le ponte Navi.

Le ponte Nuovo del Popolo (ou ponte Nuovo, un temps dénommé ponte Umberto) est un pont à poutre de trois arches, la centrale de 35,50 m d'ouvertures, les latérales de 26,27 m. L'ouvrage fait 88,04 m de long. il est en béton armé recouvert d'un parement fait de calcaire rosé et gris de Vérone et de trachyte grise des monts Euganéens.
L'existence du pont remonte au Moyen Âge (il est cité pour la première fois en 1179). Il a été bâti pour relier le quartier de Santa Maria Antica avec l'île San Tommaso. D'abord construit en bois, il s'effondre en 1239, et n'est reconstruit qu'en 1299, sur des piles de pierre, sur ordre d'Alberto I della Scala, avec un pont-levis et une tour de garde. En 1334, il est pris dans un incendie qui n'épargne que les piles. Deux ans après, il est rebâti, sur ordre de Mastino II della Scala en pierre et en brique. Emporté par une inondation en 1430, il est remplacé par un pont de bois jusqu'au XVIe siècle. En 1529, il est totalement rebâti sur un projet de Michele Sanmicheli. En septembre 1882, il est emporté par une crue de l'Adige. il est reconstruit l'année suivante, sa structure en acier ne comportant alors qu'une seule arche. Il est restructuré plusieurs fois, notamment pour accueillir les rails du tramway, mais se révèle inadapté aux exigences de la circulation et la ville décide de le remplacer. Le pont actuel, qui date de 1939, est légèrement en aval des ponts d'origine. En 1945, il a été endommagé, comme les autres ponts de Vérone, par le sabotage de l'armée allemande en retraite.

## Ponte Navi

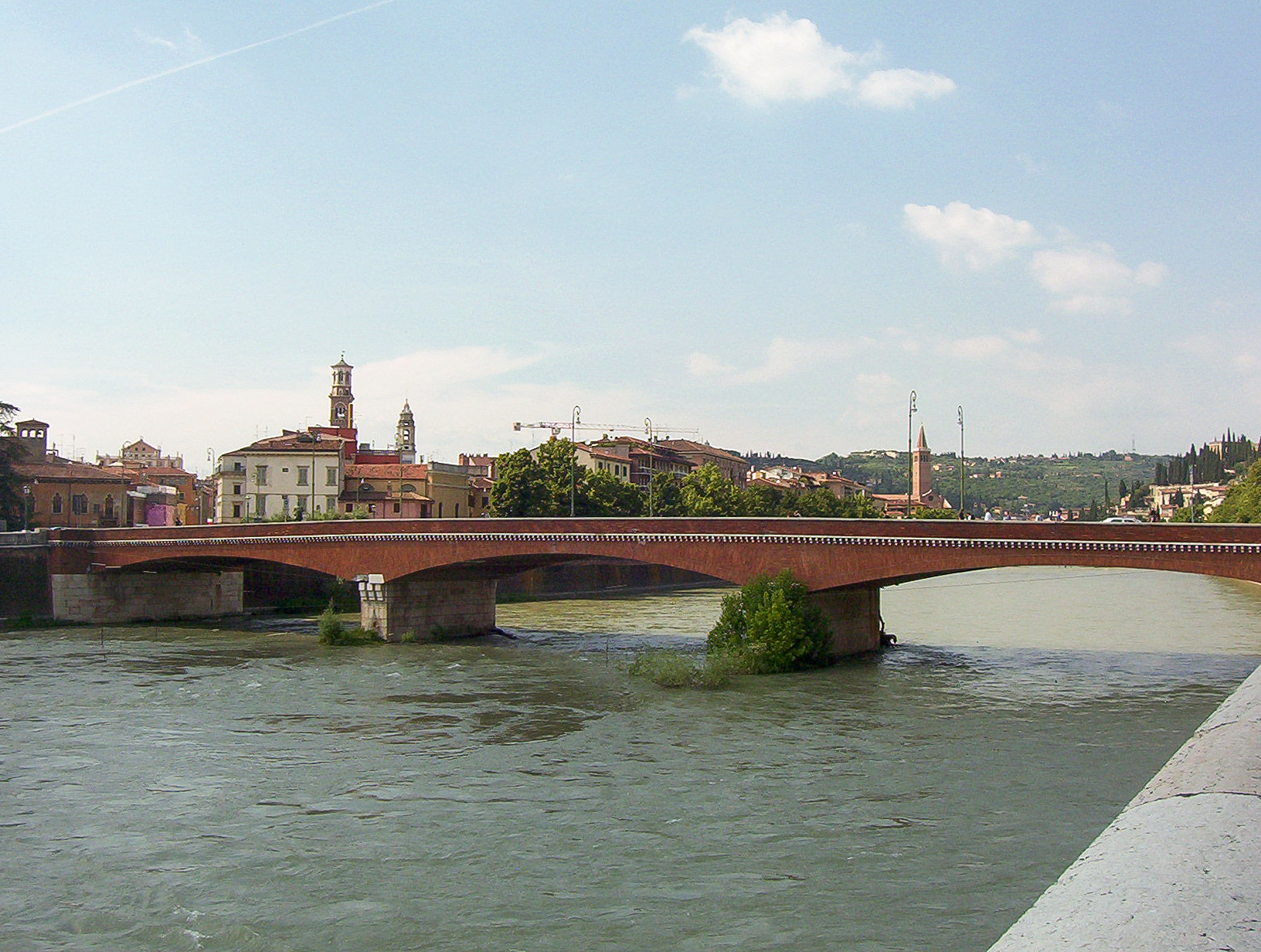
Le ponte Navi. Photographie prise depuis la rive gauche en aval du pont.

Le ponte Navi (souvent appelé ponte delle Navi) est un pont à poutre en béton armé revêtu d'un parement de briques, sauf les piliers, parés de pierre blanche. L'ouvrage est long de 91,5 m et large de 12 m environ. Il est composé de trois arches égales d'une ouverture de 30,50 m.
Le premier pont construit à l'emplacement du ponte Navi a été érigé en 895 à la demande du roi Bérenger Ier de Frioul († 924) pour mettre en communication l'île San Tommaso avec le quartier qui s'étendait alors autour de l'église de San Vitale et avec le quartier San Fermo. Alors situé hors les murs, initialement construit en bois, il est emporté par les crues en 1087, en 1153, et reconstruit à chaque fois.
En 1354, le pont est le théâtre de l'affrontement entre Cangrande II della Scala et son demi-frère Fregnano. Entre 1373 et 1375, Cansignorio della Scala, maître de la cité, le fait rebâtir en pierre. Il se trouve alors dans l'enceinte de la ville, à proximité d'un des lieux d'accostage les plus fréquentés par les navires venant de Bolzano et du littoral, ce qui consacre son nom « delle Navi » (pont des bateaux). L'ouvrage aurait coûté à la ville trente mille florins d'or. Il est en partie bâti avec des pierres prélevées dans les ruines de l'époque romaine. Trois de ses arches enjambent l'Adige, et la quatrième le canal dit dell'Acqua Morta (aujourd'hui couvert). En 1493 une crue de l'Adige fait s'écrouler une des arches, qui est rapidement réparée. En 1602, la république de Venise profite de la présence historique du péage des marchandises pour installer les bureaux de la douane, sur la rive droite de l'Adige et à proximité du pont. À cette date un commerce actif s'est installé sur la berge, mais également sur le pont où des maisonnettes, des cabanes, des taudis s'appuient contre le pied de la tour. Les 1er et 2 septembre 1757, une inondation catastrophique ravage Vérone et emporte deux arches latérales du ponte Navi, tandis que la tour érigée au milieu du pont résiste. En 1761 le pont est restauré sous la direction d'Adriano Chrisofoli.Dans l'intervalle, un solide pont de bois est jeté sur l'Adige face à l'église San Rustico. D'autres inondations ont lieu en 1767 e 1778. En 1882 le canal dell'Acqua Morta est recouvert et le ponte Navi est endommagé par une nouvelle inondation. En 1892, avec les travaux d'endiguement de l'Adige, la décision est prise de le démolir. 
Un nouveau pont est érigé en 1893 sur un projet de l'ingénieur Alessandro Peretti. Contrairement au précédent, il ne possède que trois arches et sa largeur est de 5 mètres supérieure (12 mètres contre 7,8 m). Le nouveau pont repose sur deux piliers (trois pour le précédent) bâtis en pierre de taille, s'appuyant sur des fondations constituées de 138 troncs de mélèze et protégées par des enrochements. Sur le tablier, des trottoirs de 2 mètres de large entourent une chaussée asphaltée, dans laquelle passent les deux jeux de rails du tramway à cheval. Les trois travées de métal sont moulées en arches d'une ouverture de 29 m, sur sept poutres continues renforcées par des tirants verticaux et horizontaux. Il peut supporter une charge de 400 kg/m2. Le pont est inauguré le 7 décembre 1895. 
Dans les années 1930, l'évolution du trafic urbain et la détérioration rapide des ferraillages imposent une rénovation, confiée par la commune de Vérone à Bertelè, une entreprise locale. Le projet de l'architecte turinois Arturo Midana met en évidence les arches, revêtues de plaques de marbre local et couronnées d'un léger parapet de fer. Les rostres des piliers se prolongent jusqu'au niveau du trottoir, où ils s'élargissent pour former balcon. Le nouveau pont est inauguré le 28 octobre 1936.

## Pont Aleardi

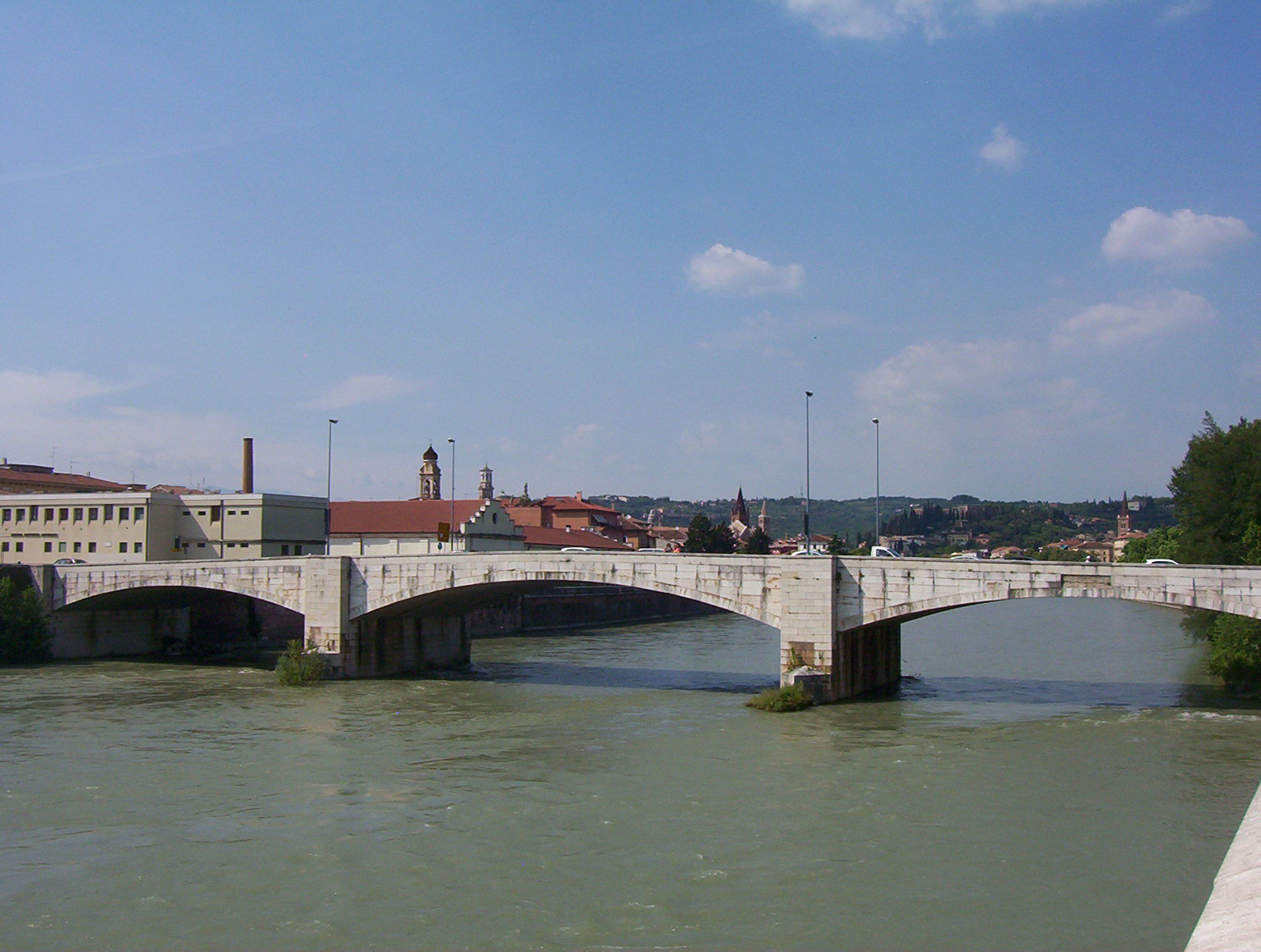
Le pont Aleardi. Photographie prise de la rive gauche, en aval du pont.

Le pont Aleardi est un pont à poutre de  91,30 m de long, en béton armé recouvert d'un parement fait de calcaire rosé et gris de Vérone et de trachyte grise des monts Euganéens. Il est composé de trois arches, une centrale d'une ouverture de 34 mètres, et deux latérales de  28,65 m. Il a été bâti en 1879 pour relier la ville avec son Cimetière monumental et éviter aux cortèges funèbres des processions interminable dans les méandres des ruelles de la vieille ville. 
Le pont d'origine, avec ses cinq arches en acier, fut détruit par la crue de 1882, mis à bas par les moulins flottants que le fleuve fracassait et amassait au bas de ses piles. Il fut immédiatement reconstruit, toujours en acier, et équipé d'un péage perçu au profit de l'entreprise qui l'avait édifié. En 1939, la municipalité, estimant que la structure présentait des signes de faiblesse, confia à l'ingénieur Umberto Zanolini et à l'architecte Marcello Zamarchi la construction d'un nouvel ouvrage. Les travaux furent interrompus en 1942 en raison de la guerre, seules les deux piles centrales ayant été élevées. Les travaux reprirent en 1949 et le pont fut terminé l'année suivante.

## Pont San Francesco
Le ponte San Francesco (du nom d'un bastion voisin) est un pont à poutre de 113,60 m de long en béton armé et ciment granit. Il est composé de trois arches, une centrale d'une ouverture de 41,50 m, et deux latérales de 36,05 m. Il a été bâti dans les années 1930 par l'entreprise véronaise Bertelè sur un projet de l'architecte turinois Arturo Midana, pour libérer le trafic des boulevards extérieurs (circonvallazione Raggio di sole) et donner aux véhicules sortant des fonderies Galtarossa un accès direct aux grandes voies de communication. Comme les autres ponts de Vérone, il est endommagé par les charges explosives posées par les troupes allemandes en retraite, dans la nuit du 25 avril 1945.

## Pont du chemin de fer

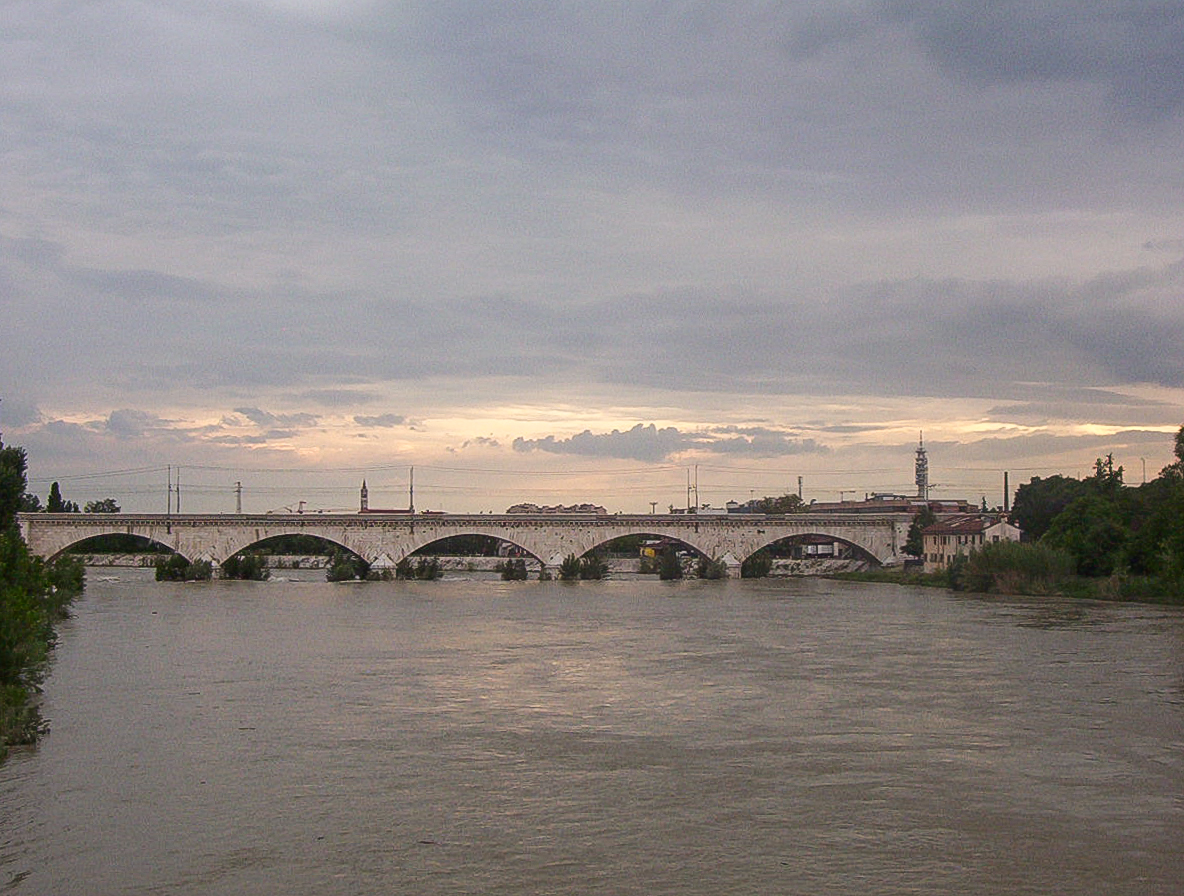
Le pont du chemin de fer. Photographie prise du pont San Francesco, en amont.

Le pont du chemin de fer (ponte della Ferrovia), également appelé ponte Francesco-Giuseppe (pont François-Joseph) est un pont ferroviaire de 272 m de long. C'est l'unique pont de Vérone à être entièrement fait de pierre, en l'occurrence du marbre blanc. Il s'agit d'un pont à voûtes de sept arches : cinq centrales d'une ouverture (libre) de 28,80 m et deux latérales formant, sur les berges, des tunnels d'une ouverture libre de 4 m. L'ouvrage est complété, sur la rive droite de l'Adige, par deux arches supplémentaires de 12 m prévues pour laisser passer le courant lors des crues importantes du fleuve. Projeté par Luigi Negrelli, le pont est commencé par les Autrichiens le 6 mars 1850 et terminé le 10 décembre 1852, date à laquelle il est inauguré par le maréchal Radetzky, alors gouverneur du royaume de Lombardie-Vénétie. Il a couté quatre millions de lires autrichiennes. Il permet le passage de la voie ferrée appelée Regia strada ferrata ferdinandea, qui relie Venise à Milan et constitue la première grande ligne ferroviaire du nord de l'Italie.
Dans la nuit du 25 au 26 avril 1945, le ponte della Ferrovia est le seul pont de Vérone à résister aux charges explosives posées par l'armée allemande en retraite. Seules ses deux arches latérales sont touchées et les Véronais, grimpant tant bien que mal sur les débris, l'utilisent pendant plusieurs jours pour traverser l'Adige, à défaut d'autre passage.
Le pont a été restauré en 2008-2009.

## Ponte del Pestrino
Le ponte del Pestrino, anciennement di San Pancrazio, est aujourd'hui officiellement rebaptisé Ponte Mariano Rumor. C'est un pont à poutre de  150,60 m de long en béton armé et acier, composé de six arches, quatre centrales d'une ouverture de  26,60 m, une gauche de  17,90 m et une droite de  26,30 m. La structure du pont est composée de deux caissons monocellulaires en feuille d'acier, reliés, au niveau des culées et des piles, par des traverses réticulaires profilées en C. Réalisé après la Seconde Guerre mondiale dans la périphérie sud de la ville le pont relie le quartier du Pestrino avec le bourg de San Pancrazio.